# جنگ‌های عثمانی و هابسبورگ
جنگ‌های عثمانی و هابسبورگ جنگ‌هایی میان امپراتوری عثمانی و دودمان هابسبورگ که در ادوار مختلف در سرزمین‌های امپراتوری مقدس روم و پادشاهی مجارستان رخ داد. این جنگ‌ها عمدتاً در مجارستان و کرواسی انجام می‌گرفت. در ابتدا جنگ‌های عثمانی در اروپا منجر به پیروزی‌های قابل توجهی برای این امپراتوری در نبردهایی مانند موهاچ گردید و به انضمام یک‌سوم قلمرو مجارستان به خاک عثمانی انجامید. بدین شکل در سده شانزدهم، عثمانی تبدیل به خطری جدی برای اروپا شدند.
به نقل از جیمز تریسی، تاریخ‌دان آمریکایی، مرز بین امپراتوری عثمانی و امپراتوری هابسبورگ مرز بین جهان اسلام و جهان مسیحیت به حساب می‌آمد و درگیری بین آن‌ها گونه‌ای از نبرد تمدن‌ها به‌شمار می‌رفت.
به مرور زمان، پیمان وستفالیا و جنگ‌های جانشینی اسپانیا در سده‌های هفدهم و هجدهم جایگاه خاندان هابسبورگ را در اتریش تقویت نمود. همچنین، قدرت و تاکتیک نظامی اروپاییان منجر به پیشروی آنان در شبه جزیره بالکان و شکست عثمانی‌ها گردید که نتیجه آن اشغال مجارستان توسط امپراتوری اتریش بود. در ضمن، قدرت نظامی عثمانی‌ها و سپاهیان آنها موسوم به ینی‌چری نیز رو به زوال رفت. نبرد ترکیه بزرگ به سه پیروزی ارزشمند اروپاییان در وین، زنتا و موهاچ ختم شد. سرانجام امپراتوری‌های اتریش و عثمانی طی جنگ جهانی اول با امپراتوری آلمان بر ضد متفقین متحد شدند که عاقبت منجر به شکست هر سه امپراتوری و نابودی آن‌ها شد.